# Materie exotică
În fizică, materia exotică este o materie care deviază oarecum de la materia normală și are proprieăți „exotice”. Mai exact, este orice tip de materie care nu este compusă din barioni, particulele subatomice (precum protonii și neutronii) din care este compusă materia obișnuită. Conține energie întunecată (care ajută la expansiunea universului) și încalcă legi ale fizicii.